# Пограничный (Приморский край)
Пограни́чный — посёлок городского типа на юго-западе Приморского края, административный центр Пограничного района.
Расстояние до Владивостока по автодороге — 205 км, до границы с Китаем (Суйфыньхэ) — 15 км.
Население — 9718 чел. (2024).

## История
История Пограничного начинается в 1898 году, когда была заложена станция Гродеково на КВЖД и при ней основана станица Гродековская, названная так в честь Георгиевского кавалера, генерал-лейтенанта Николая Ивановича Гродекова, Приамурского генерал-губернатора.
Движение поездов через станцию началось в январе 1900 года, что дало толчок для развития посёлка. На 1 января 1903 года в станице Гродековской было 123 двора, мужчин — 419, женщин — 335, всего населения — 754 человека. На территории посёлка было две мельницы, церковь, шесть торговых и одно питейное заведения.
В 1914 году в станице проживало 1613 человек, действовала макаронная фабрика Шильникова, лавка Общества потребителей служащих Уссурийской железной дороги, 10 китайских мануфактурных лавок. Несколько раз в год устраивались большие ярмарки.
Октябрьская революция прошла бескровно. 9 марта 1918 года общий сход жителей станицы принял Советскую власть, как более справедливую и отвечающую народным требованиям. Но мирный ход событий был прерван началом Гражданской войны. В районе создавались отряды Красной гвардии, партизанские отряды. Наиболее известным среди командиров партизанских отрядов был Гавриил Матвеевич Шевченко, которого называли в народе Дальневосточным Чапаем. За его голову японцы назначили награду — десять тысяч рублей золотом. В историю Гражданской войны вошёл Гродековский фронт, созданный для защиты от белоказаков. В память о событиях тех дней был установлен бюст Гавриила Матвеевича Шевченко в одноимённом сквере. С 1920 года по июль 1921 года Гродеково был столицей Уссурийского казачьего войска генерала Ю. А. Савицкого.
4 января 1926 года село Гродеково становится центром Гродековского района. 1930-е годы проходили под знаком коллективизации и индустриализации. В результате чего в посёлке были раскулачены десятки хозяйств, половина корейского населения уехала за границу, а общее население посёлка уменьшилось в 2,5 раза. За эти же годы были построены хлебопекарня, больница, кирпичный завод, нефтебаза, электростанция, консервный завод, открылась почта.
29 июля 1958 года рабочий посёлок Гродеково был переименован в Пограничный.
В 1977 открылся Пограничный народный музей истории и краеведения.

## Климат
Климат Пограничного умеренный муссонный с сухой морозной зимой и жарким влажным летом. Относительная влажность воздуха — 65,9 %. Средняя скорость ветра — 2,8 м/с.
| Показатель              | Янв.  | Фев. | Март  | Апр.  | Май  | Июнь | Июль | Авг. | Сен. | Окт.  | Нояб. | Дек.  | Год   |
| ----------------------- | ----- | ---- | ----- | ----- | ---- | ---- | ---- | ---- | ---- | ----- | ----- | ----- | ----- |
| Абсолютный максимум, °C | 6,8   | 13,7 | 22,3  | 31,8  | 35,3 | 36,9 | 40,9 | 39,2 | 33,5 | 31,0  | 21,3  | 12,0  | 40,9  |
| Абсолютный минимум, °C  | −36,9 | −33  | −27,6 | −14,5 | −4,2 | 2,0  | 5,1  | 4,3  | −3,1 | −13,1 | −28,6 | −35,2 | −36,9 |
| Источник:               |       |      |       |       |      |      |      |      |      |       |       |       |       |

| Показатель                    | Янв.  | Фев.  | Март | Апр. | Май  | Июнь | Июль | Авг. | Сен. | Окт. | Нояб. | Дек.  | Год  |
| ----------------------------- | ----- | ----- | ---- | ---- | ---- | ---- | ---- | ---- | ---- | ---- | ----- | ----- | ---- |
| Средний суточный максимум, °C | −8,1  | −3,4  | 4,2  | 13,9 | 20,3 | 24,0 | 26,7 | 26,3 | 22,0 | 14,4 | 3,0   | −6,4  | 11,4 |
| Средняя температура, °C       | −14,1 | −10   | −2,4 | 6,3  | 12,6 | 17,2 | 20,7 | 20,4 | 14,8 | 6,9  | −3,5  | −12,1 | 4,7  |
| Средний суточный минимум, °C  | −18,8 | −15,3 | −8,1 | −0,2 | 6,4  | 11,8 | 16,2 | 15,9 | 9,1  | 1,0  | −8,4  | −16,6 | −0,6 |
| Норма осадков, мм             | 8     | 6     | 15   | 27   | 68   | 97   | 120  | 131  | 64   | 37   | 19    | 10    | 602  |
| Источник:                     |       |       |      |      |      |      |      |      |      |      |       |       |      |

## Население
| 1926    | 1939    | 1959    | 1970    | 1979    | 1989    | 2002    |
| ------- | ------- | ------- | ------- | ------- | ------- | ------- |
| 4407    | ↗5932   | ↗11 024 | ↘9752   | ↗10 098 | ↗11 333 | ↗12 221 |
| 2009    | 2010    | 2011    | 2012    | 2013    | 2014    | 2015    |
| ↘11 857 | ↘10 280 | ↘10 268 | ↘10 187 | ↘10 156 | ↗10 169 | ↘10 103 |
| 2016    | 2017    | 2018    | 2019    | 2020    | 2021    | 2023    |
| ↗10 179 | ↗10 215 | ↘10 186 | ↗10 221 | ↘10 133 | ↘9902   | ↘9793   |
| 2024    |         |         |         |         |         |         |
| ↘9718   |         |         |         |         |         |         |

## Известные люди, связанные с посёлком
- Безюкевич, Александр Павлович(род. 25 августа 1951 года,Пограничный (Приморский край)) — советский и российский военачальник. Генерал-майор
- Калмыков, Иван Павлович (1890—1920) — атаман Уссурийского казачьего войска.
- Арсений Несмелов (1889—1945) — русский поэт, прозаик, журналист.
- Савицкий, Юрий Александрович — атаман Уссурийского казачьего войска.
- Семёнов, Григорий Михайлович (1890—1946) — атаман Забайкальского казачьего войска.
- Ярмольник, Леонид Исаакович (р. 1954) — советский и российский актёр театра и кино.
- Корчиков, Олег Глебович (1939—2017) — советский и российский актёр театра и кино.